# ام‌وی استروما

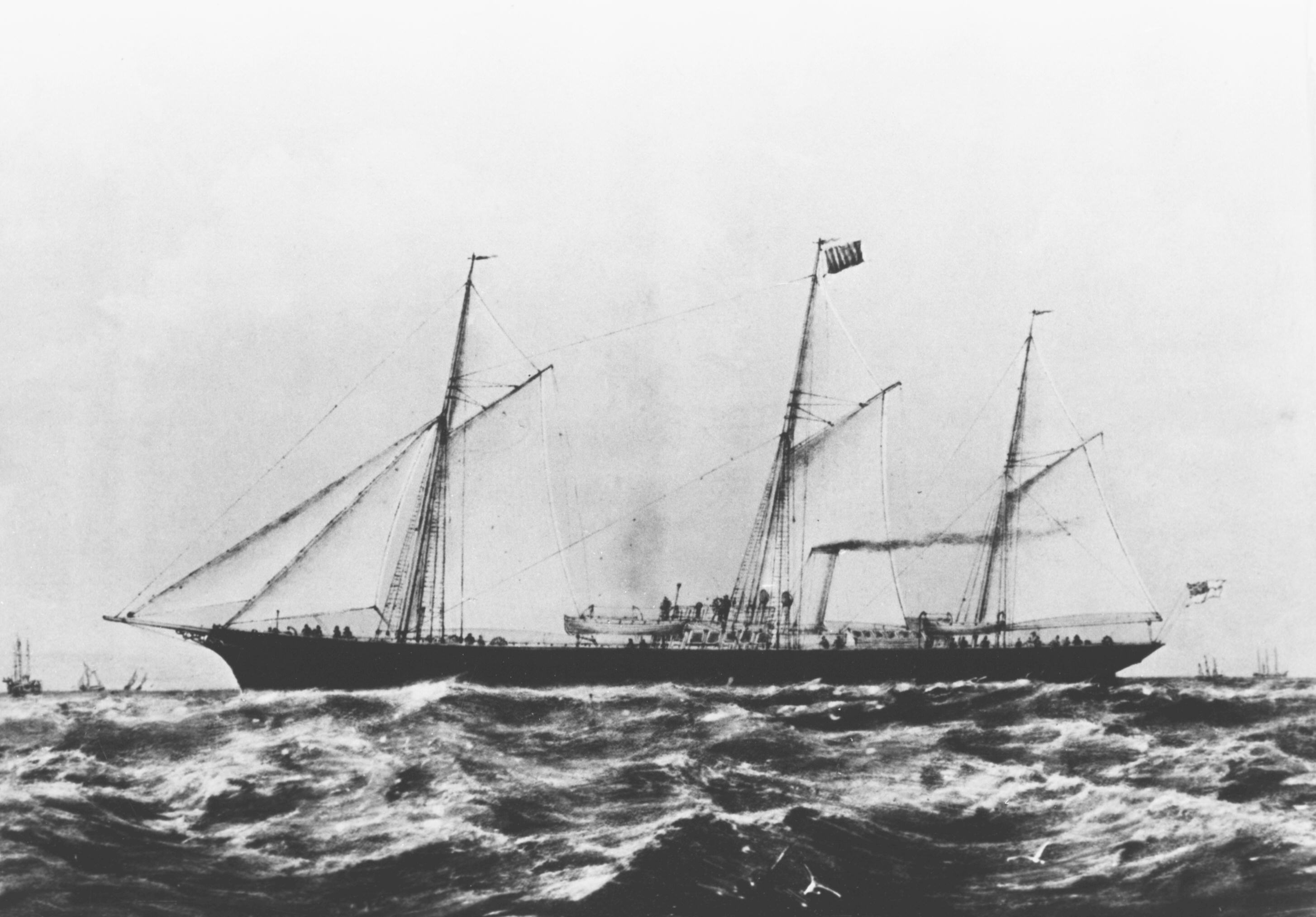
نمایی از کشتی بادبانی بریتانیایی زانتا در حدود سال ۱۸۹۰، این کشتی در سال ۱۹۴۱ به استروما تغییر نام داد.

ام‌وی استروما (به انگلیسی: MV Struma) یک زیردریایی بود که طول آن ۱۴۸٫۴ فوت (۴۵٫۲ متر) بود. این زیردریایی در سال ۱۸۶۷ ساخته شد.